# Нудельман, Александр Эммануилович
Алекса́ндр Эммануи́лович Нудельма́н (1912—1996) — советский конструктор, учёный и организатор производства вооружений и военной техники. Дважды Герой Социалистического Труда. Лауреат Ленинской, трёх Сталинских и двух Государственных премий.

## Биография

Памятник в Одессе

Родился 8 (21 августа) 1912 года в Одессе (ныне Украина) в еврейской семье столяра-модельщика Эммануила Абрамовича Нудельмана (1877—1945) — владельца механической мастерской на Московской улице, выпускника еврейского ремесленного училища общества «Труд», и Эстер Исааковны Нудельман (урожд. Штейнман, 1879—1960). В семье росло шестеро детей, и она проживала в Одессе по адресу Нарышкинский спуск, 7.
В 1935 году окончил ОПИ, начал научную деятельность в лаборатории холодильной техники под руководством Б. М. Блиера.
Работал в ОКБ-16 в Москве, под руководством Я. Г. Таубина, после ареста последнего (май 1941 года) стал главным конструктором данного ОКБ (КБ «Точмаш», сейчас ОАО «КБ точного машиностроения им. А. Э. Нудельмана»).
В 1942—1986 годах — начальник-главный конструктор.
В 1987—1991 годах консультант в МОП.
С 1991 года научный консультант в КБ «Точмаш».
В 1962 году защитил докторскую диссертацию, в которой разработал принципы построения и конструктивные решения автоматического пушечного вооружения нового поколения.
Александр Эммануилович близко сотрудничал с профессором Л. А. Линником, заведующим лабораторией оптических квантовых генераторов ГУ «Институт глазных болезней и тканевой терапии имени В. П. Филатова НАМН Украины», где в течение ряда лет выполнялась экспериментальная и клиническая апробация первых в СССР, разрабатываемых в ОКБ-16, лазерных приборов. Благодаря этому сотрудничеству первое в мире медицинское лазерное вмешательство было проведено профессором Линником в Одессе в 1963 году.
После выхода на пенсию в 1987 году продолжал работать консультантом в родном КБ. При этом он являлся консультантом Министерства оборонной промышленности СССР.
Жил и работал в городе Москве. Доктор технических наук, профессор, академик Российской академии космонавтики имени К. Э. Циолковского.

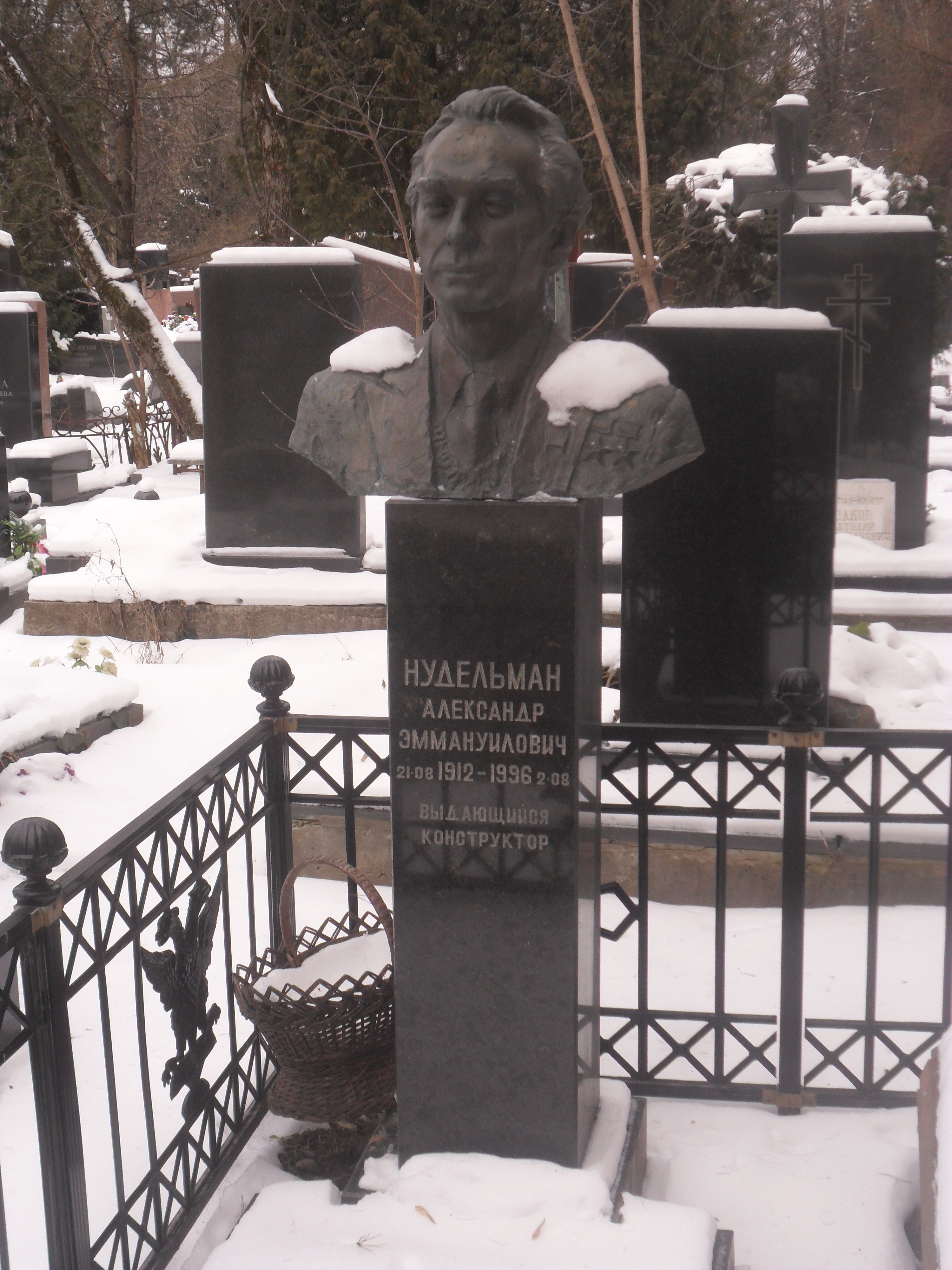
Могила Нудельмана на Кунцевском кладбище Москвы.

Умер 2 августа 1996 года. Похоронен с воинскими почестями в Москве на Кунцевском кладбище.

## Семья
- брат — Григорий Эммануилович Нудельман (1904—1975), конструктор, специалист в области пищевого машиностроения, изобретатель, автор монографий[3].
- сестра — Виктория Эммануиловна Нудельман (1917—1999), архитектор.
- сестра — Дина Эммануиловна Нудельман (1919—2005), пианист[4], ученица В. В. Софроницкого.
- сестра — Ольга Григорьевна Нудельман (1912—1999), инженер.
- сестра — Раиса Эммануиловна Нудельман (1914—1995), художник, была замужем за Борисом Адольфовичем Минкусом (1904—2004), учёным в области холодильной техники, доктором технических наук, сыном архитектора А. Б. Минкуса[5][6].

## Вклад
Под руководством А. Э. Нудельмана созданы:
- Танковые пушки ТНШ-1, ТНШ-2;
- авиационные пушки НС-37, НС-23, Н-37, НС-45, Н-57, НС-76, НР-23, НР-30;
- НУР С-5, С-8, С-25;
- ПТРК «Фаланга» и его модификации;
- КУВ «Кобра» и «Зенит»;
- ЗРК 9К31 «Стрела-1», 9К35 «Стрела-10» и другое вооружение.
- первые советские лазерные офтальмокоагуляторы ОК-1, ОК-2 для лечения глазных заболеваний
- первые советские имплантируемые электрокардиостимуляторы

## Награды и премии
- Сталинская премия второй степени (1943) — за разработку нового образца артиллерийского вооружения
- Сталинская премия второй степени (1946) — за разработку новых авиационных пушек
- Сталинская премия третьей степени (1951) — за работу в области вооружения (авиационная пушка НР-30)
- Государственная премия СССР (1970)
- Государственная премия СССР (1979)
- Ленинская премия (1964)
- дважды Герой Социалистического Труда (1966, 1982).
- четыре ордена Ленина (05.01.1944; 20.08.1962; 28.07.1966; 20.08.1982)
  - Указом Президиума Верховного Совета СССР «О награждении орденами и медалями работников ордена Ленина завода № 74 Народного комиссариата вооружения» от 5 января 1944 года «за выдающиеся заслуги в деле освоения новых видов авиационного и стрелкового вооружения и образцовое выполнение заданий Государственного комитета обороны по увеличению выпуска вооружения для фронта»[7]
- орден Октябрьской Революции (26.04.1971)
- орден Кутузова I степени (16.09.1945)
- орден Кутузова II степени (18.11.1944)[8]
- два ордена Трудового Красного Знамени (20.11.1940; 29.03.1976)
- медали

## Память
- При жизни ему был установлен в Одессе бронзовый бюст, присвоено звание «Почётный гражданин Одессы».
- Бывшее ОКБ-16 носит его имя — ОАО «КБточмаш имени А. Э. Нудельмана».